# Половники (Вологодская область)
Половники — посёлок в Нюксенском районе Вологодской области.
Входит в состав Городищенского сельского поселения, с точки зрения административно-территориального деления — в Космаревский сельсовет.
Расстояние до районного центра Нюксеницы по автодороге — 52 км, до центра муниципального образования Городищны по прямой — 14 км. Ближайшие населённые пункты — Левково, Холм, Васильево.
По данным переписи в 2002 году постоянного населения не было.